# Total Eclipse (opera teatrale)
Total Eclipse è un'opera teatrale del drammaturgo britannico Christopher Hampton, basata sulla turbolenta relazione tra i poeti Paul Verlaine e Arthur Rimbaud.

## Storia delle rappresentazioni
Il dramma debuttò al Royal Court Theatre di Londra l'11 settembre 1968 con Simon Callow (Verlaine), Hilton McRae (Rimbaud), Lynsey Baxter (Signora Verlaine) e Tim Seely (Etienne Carjat) e con la regia di David Hare.
Il dramma fu portato in scena a New York, nel Westside Theatre dell'Off Broadway, per cinque rappresentazioni tra il 12 e il 16 dicembre 1984. John Tillinger curava la regia e il cast comprendeva Michael Cerveris (Rimbaud), Peter Evans (Verlaine) e Lynn Cohen (Eugenie Krantz). Nello stesso anno il Teatro Ateneo di Genova ha ospitato la prima italiana del dramma.
Nel marzo 2007 il dramma è andato in scena alla Menier Chocolate Factory di Londra per la regia di Paul Miller e Daniel Evans e Jamie Doyle nei ruoli rispettivamente di Rimbaud e Verlaine.

## Adattamento cinematografico
Dal dramma è stato tratto il film Poeti dall'inferno di Agnieszka Holland con Leonardo DiCaprio e David Thewlis nel 1995.